# Senale-San Felice
Senale-San Felice (en allemand, Unsere Liebe Frau im Walde-Sankt Felix) est une commune italienne de moins de 1 000 habitants située dans la province autonome de Bolzano dans la région du Trentin-Haut-Adige dans le nord-est de l'Italie.

## Géographie
Le lac de Santa Maria se situe sur le territoire communal.

## Administration
| Période                                  | Période  | Identité        | Étiquette                    | Qualité |
| ---------------------------------------- | -------- | --------------- | ---------------------------- | ------- |
| 9 mai 2005                               | En cours | Waltraud Kofler | Parti populaire sud-tyrolien |         |
| Les données manquantes sont à compléter. |          |                 |                              |         |

### Hameaux
Malgasott

### Communes limitrophes
Les communes limitrophes sont  Appiano sulla Strada del Vino, Borgo d'Anaunia, Nalles, San Pancrazio et Tesimo.